# エイベックス&イースト
株式会社エイベックス&イースト（avex&EAST）は、かつて存在した映像制作プロダクション。
大手レコード会社であるエイベックスと、テレビ番組制作会社イーストの合弁会社で、映像コンテンツ制作・事業を行う。
イーストグループ内の出版・映像制作会社イーストライツ（EAST RIGHTS）から映像制作部門を切り離し独立、エイベックスと共同出資して設立。
テレビ・ラジオ・インターネット放送番組や芸能マネージメントを事業している。その後、映像制作業務はイースト・エンタテインメントへ吸収され、現在は同社の業務機能はイーストグループ内のイースト・ファクトリーが行っている。

## 企業現況
- 商号: 株式会社エイベックス&イースト
- 本社所在地: 〒107-0062 東京都港区南青山6-6-22
- 代表取締役会長: 冨永正人
- 代表取締役社長: 松浦勝人
- 取締役: 佐久間大介

## 沿革
- 2006年3月3日:
- 2010年7月:エイベックス・グループ・ホールディングスに全ての株式を売却し、持分法適用関連会社より外れる。後に全株式をイースト・グループ・ホールディングスに売却した。グループ入り後、制作部門をイースト・エンタテインメントに移管して業態転換した。

## 主な作品

### テレビ番組
2006年（平成18年）
レギュラー
バラエティ・情報
- Disney Time（テレビ東京 3月3日 - 2010年6月25日）
- ポイチョ!（瀬戸内海放送 3月4日 - 2007年12月28日）
- アッコにおまかせ!（TBS 4月 - 2010年6月27日）
- Channel a（テレビ神奈川 7月6日 - 2009年9月24日）
- オビラジ® 水曜日担当（TBS 10月5日 - 2009年3月19日）

ドキュメンタリー
- MTV Girls meet Beauty supported by Takano Yuri（MTVジャパン 10月5日 - ）

2007年（平成18年）
レギュラー
バラエティ・情報
- ホレゆけ!スタア☆大作戦（キューブ、ポニーキャニオン 4月 - 2008年3月）

スペシャル番組
バラエティ・情報
- 給料いくら？ お隣さんの手取り全部みせちゃうぞSP（テレビ東京 5月6日）

2008年（平成19年）
レギュラー
バラエティ・情報
- アナCAN（TBS 4月12日 - 2009年9月23日）

ドキュメンタリー
- 密着!音楽空間（テレビ東京 10月2日 - 12月25日）

連続ドラマ
- 未来世紀シェイクスピア（関西テレビ 10月28日 - 2009年1月27日）

スペシャル番組
- 女医 to the LOVE（フジテレビ 4月5日）

2009年
レギュラー
バラエティ・情報
- 音風♪（テレビ東京 3月31日 - 2010年6月26日）
- パフォー!（NHK総合テレビ 6月 - 2010年3月）

連続ドラマ
- イケ麺そば屋探偵〜いいんだぜ!〜 Season1（日本テレビ 4月5日 - 6月28日）
- 子育てプレイ（毎日放送 4月9日 - 6月25日）
- イケ麺そば屋探偵〜いいんだぜ!〜 Season2（日本テレビ 7月5日 - 9月27日）
- 子育てプレイ&MORE（毎日放送 7月8日 - 9月30日）

2010年
レギュラー
バラエティ・情報
- 戦国鍋TV 〜なんとなく歴史が学べる映像〜（tvk 4月6日 - 6月29日）